# Neptosternus viktordulgeri
Neptosternus viktordulgeri är en skalbaggsart som beskrevs av Michael Balke och Lars Hendrich 2001. Neptosternus viktordulgeri ingår i släktet Neptosternus och familjen dykare. Inga underarter finns listade i Catalogue of Life.